# Czarne Małe (województwo pomorskie)
Czarne Małe – wieś w Polsce położona w województwie pomorskim, w powiecie kwidzyńskim, w gminie Gardeja.
W latach 1975–1998 miejscowość administracyjnie należała do województwa elbląskiego.
Administracyjnie obszar miejscowości jest podzielony na dwa sołectwa: Czarne Małe I i Czarne Małe II.